# Leuroscelis coracopis
Leuroscelis coracopis är en fjärilsart som beskrevs av Turner 1926. Leuroscelis coracopis ingår i släktet Leuroscelis och familjen signalmalar. Inga underarter finns listade i Catalogue of Life.